# Schizoxylon berkeleyanum
Schizoxylon berkeleyanum är en lavart som först beskrevs av Michel Charles Durieu de Maisonneuve och Joseph-Henri Léveillé, och fick sitt nu gällande namn av Karl Wilhelm Gottlieb Leopold Fuckel. Schizoxylon berkeleyanum ingår i släktet Schizoxylon, och familjen Stictidaceae. Arten är reproducerande i Sverige.